# Graham Stuart (voetballer)
Graham Charles Stuart (Tooting, 24 oktober 1970) is een Engels voormalig voetballer. Stuart was een offensief ingestelde middenvelder die bij voorkeur op de linkervleugel speelde. Zijn grootste succes behaalde hij met Everton, waarmee hij in 1995 de FA Cup won.

## Clubcarrière
Stuart begon zijn carrière als profvoetballer bij middenmoter Chelsea in 1989. Na vier seizoenen kwam de middenvelder terecht bij Everton, gedurende het vorige decennium een nationale en Europese topclub onder leiding van de legendarische coach Howard Kendall. Evertons machine stokte echter in de vroege jaren negentig. Stuart streek neer op Goodison Park toen Jimmy Gabriel er coach was. Everton zakte echter alsmaar verder weg. Gabriel was interim-coach, waarna Kendall, daarna Mike Walker en vervolgens Joe Royle overnamen. In het seizoen 1993/1994 ontsnapte de club nipt aan degradatie met een doelpunt van Stuart tegen Wimbledon op de slotspeeldag.
Onder leiding van coach Joe Royle won Stuart de FA Cup in 1995. In de finale versloeg men Manchester United met 1–0. Paul Rideout scoorde het enige doelpunt in de 30e minuut nadat een schot van Stuart uiteenspatte tegen de dwarsligger, maar de bal belandde pardoes in de voeten van Rideout die het leer simpel weglegde.
In het najaar van 1997 verhuisde hij naar tweedeklasser Sheffield United en vanaf 1999 speelde hij voor Charlton Athletic, waarmee hij promoveerde naar de Premier League. In zes seizoenen bij Charlton Athletic speelde Stuart in totaal 148 competitiewedstrijden en scoorde meer dan twintig doelpunten. In het voorjaar van 2005 speelde hij nog een half seizoen voor Norwich City, waar een 35-jarige Stuart zijn schoenen aan de haak hing. Tijdens het laatste seizoen van zijn loopbaan was hij vooral geblesseerd.

## Erelijst
Everton FC
- FA Cup

1995